# Tân Bình, Đak Đoa
Tân Bình là một xã thuộc huyện Đak Đoa, tỉnh Gia Lai, Việt Nam.
Xã Tân Bình có diện tích 21,62 km², dân số năm 1999 là 4.028 người, mật độ dân số đạt 186 người/km².